# ZeniMax Media
ZeniMax Media Inc. (скорочено ZeniMax Media або ZeniMax) — американська компанія, що спеціалізується на виданні, дистрибуції, маркетингу і розробці відеоігор. ZeniMax заснована в 1999 році і базується в американському місті Роквіллі у штаті Меріленд. ZeniMax відома насамперед як власник компанії Bethesda Softworks та компанії id Software.
21 вересня 2020 року корпорація Microsoft придбала компанію ZeniMax і відповідно її дочірню компанію Bethesda Softworks за 7,5 млрд доларів.

## Дочірні підприємства
1 серпня 2007 року ZeniMax Media повідомила про заснування нової дочірньої студії «ZeniMax Online Studios» під керівництвом Метта Фірора (англ. Matt Firor). Як заявила холдингова компанія, новоутворена студія зосереджуватиметься на розробленні масових багатокористувацьких онлайн відеоіграх (MMO).

### Офіційні сайти
- ZeniMax Media (англ.)
- id Software (англ.)
- Bethesda Softworks (англ.)
- ZeniMax Online Studios (англ.)
- Vir2L Studios (англ.)
- Mud Duck Productions (англ.)